# Улица Героев Космоса (Киев)
Улица Героев Космоса — улица в Святошинском районе города Киева, жилой массив Никольская Борщаговка. Пролегает от Жмеринской улицы до проспекта Леся Курбаса.
Присоединяется проезд без названия к улице Василия Верховинца, а также улицы Якуба Коласа и Петра Куринного.

## История
Улица возникла в 1967 году как часть улицы Академика Королева. В 1981 году была выделена под названием Никольско-Борщаговская. Современное название — с 1984 года.

## Учреждения и заведения
- Средняя общеобразовательная школа №83 (д. № 3).
- Бизнес-центр "Форум Сателлит", телеканалы медиагруппы "Украина" (ТРК "Украина" , ТК "Футбол" , ТК *"Футбол+" (д. № 4).
- "Фуршет" (д. № 4).
- Полиграфический комбинат "Пресса Украины" (д. № 6).
- Учебно-воспитательный комплекс «Созвездие» (д. № 15-а).
- отель "Сатурн"
- автошкола Константа—ГС